# Liste in Französisch-Guayana vorhandener Dampflokomotiven
Dies ist eine Liste erhaltener Dampflokomotiven auf dem Gebiet von Französisch-Guayana.

## Lokomotiven mit 600 mm
| Foto | Nummer oder Name                           | Bauart / Achsfolge | Hersteller         | Fabrik-nr. | Baujahr | Historie | Eigentümer / Betreiber / Strecke           | Bemerkungen |
| ---- | ------------------------------------------ | ------------------ | ------------------ | ---------- | ------- | -------- | ------------------------------------------ | ----------- |
|      | Mines d'or de Ste Elie No. ?               | B                  | Krauss (München)   |            |         |          | Tigre, Guyane                              | [ 1 ]       |
|      | ? No. ?                                    | B                  | Decauville         |            |         |          | Ecomusée municipal d’Approuage-Kaw, Régina | [ 2 ]       |
|      | Société des Gisements de Saint-Elie. No. ? | B                  | Orenstein & Koppel |            |         |          | Hydreco Lab - Petit-Saut Dam, Sinnamary    | [ 3 ]       |